# 炎亞綸音樂作品列表
本條目列舉臺灣歌手炎亞綸的音樂作品。

## 正規專輯
| 專輯 | 專輯資料                                                                          | 曲目 |
| 1st  | 《紀念日》 - 發行日期：2012年10月19日 - 唱片公司：華研國際音樂 - 語言：華語       | 曲目 1. 被忘錄 2. 紀念日 3. 備份人生 4. 可能妳還愛我 5. 比寂寞更寂寞 6. 換我陪妳 7. 少來 8. 逾時不候的永恆 9. 原來 10. 借過 |
| 1st  | 《紀念日》日文版 - 發行日期：2013年3月6日 - 唱片公司：波麗佳音 - 語言：華語、日語 | 曲目 普通版： 1. Memo 被忘錄 2. The Moment 紀念日 3. Spare Lives 備份人生 4. The Love Left 可能妳還愛我 5. Lonelier Than the Loneliest 比寂寞更寂寞 6. My Turn 換我陪妳 7. Bluff 少來 8. The Adequate Eternity 逾時不候的永恆 9. The Hidden Truth 原來 10. Pardon 借過 11. The Moment 紀念日 (Japanese Version) 初回限定版 (CD+DVD)： CD 1. Memo 被忘錄 2. The Moment 紀念日 3. Spare Lives 備份人生 4. The Love Left 可能妳還愛我 5. Lonelier Than the Loneliest 比寂寞更寂寞 作詞 :炎亞綸 6. My Turn 換我陪妳 7. Bluff 少來 8. The Adequate Eternity 逾時不候的永恆 9. The Hidden Truth 原來 10. Pardon 借過 DVD 1. Short Movie 「七夕情人節-紀念日」 2. Making Of Short Movie 「七夕情人節-紀念日」 3. Memo 被忘録 (Music Video) 4. The Moment 紀念日 (Music Video) 5. The Love Left 可能妳還愛我 (Music Video) |

## 迷你專輯
| 專輯 | 專輯資料                                                                                 | 曲目 |
| 1st  | 《下一個炎亞綸》 - 發行日期：2011年3月25日 - 唱片公司：華研國際音樂 - 語言：華語         | 曲目 1. 下一個我 2. 只看見你 3. 一觸即發 4. 最後一眼 (Feat. Olivia Ong) 5. 忽然之間 6. The Truth That You Leave (鋼琴曲) |
| 1st  | 《下一個炎亞綸》日文版 - 發行日期：2011年6月15日 - 唱片公司：波麗佳音 - 語言：華語、日語 | 曲目 CD 1. The Next Me 下一個我 (Japanese Version) 2. The Next Me 下一個我 3. I Can See Nothing But You 只看見你 4. Touch and Go 一觸即發 5. Just One Look 最後一眼 (Feat. Olivia Ong) 6. Suddenly 忽然之間 7. The Truth That You Leave (Piano instrumental) DVD バースデーイベントの模(全6曲收錄) 1. Angel 2. 甲你攬牢牢 3. 如果没有你 4. 想太多 5. 寂寞暴走 6. 好久不見 |
| 2nd  | 《DRAMA》 - 發行日期：2014年5月30日 - 唱片公司：華研國際音樂 - 語言：華語                | 曲目 1. 1/2 2. 這不是我 3. 多餘的我 4. 沒規矩 5. 唯一的玫瑰 6. 擋不住的太陽 |
| 2nd  | 《DRAMA》日文版 - 發行日期：2014年7月23日 - 唱片公司：波麗佳音 - 語言：華語              | 曲目 1. One Out of Two 1/2 2. That's Not Me 這不是我 3. The Unwanted Love 多餘的我 4. Unlimited 沒規矩 5. The Only Rose 唯一的玫瑰 6. Unstoppable Sun 擋不住的太陽 |
| 3rd  | 《CUT》 - 發行日期：2014年6月27日 - 唱片公司：華研國際音樂 - 語言：華語                  | 曲目 1. 一刀不剪 2. 大智若娛 3. 現在開始 4. 好想對他說 5. 綁架愛情 6. 台北沉睡了 |
| 3rd  | 《CUT》日文版 - 發行日期：2014年7月23日 - 唱片公司：波麗佳音 - 語言：華語、日語          | 曲目 1. No Cut 一刀不剪 2. Entertainer 大智若娛 3. Starting From Now 現在開始 4. It Will Be Fine 好想對他說 5. Kidnap Love 綁架愛情 6. Taipei Dreamin 台北沉睡了 7. NO Cut 一刀不剪 (Japanese Version) |
| 4th  | 《最想去的地方》 - 发行时间：2018年3月30日 - 唱片公司：華研國際音樂 - 语言：華語         | 曲目 1. 最想去的地方 2. 玩具人 3. 最久的瞬間 |
| 5th  | 《親愛的怪物》 - 發行日期：2018年9月28日 - 唱片公司：華研國際音樂 - 語言：華語           | 曲目 1. 親愛的怪物 2. 沉睡的巨人 3. 聰明傻瓜 |
| 6th  | 《摩登原始人》 - 發行日期：2020年12月25日 - 唱片公司：索尼音樂 - 語言：華語              | 曲目 1. 摩登原始人 作曲 :炎亞綸 2. 不安室的奈美惠 feat 吳卓源 3. 假如瞳孔有濾鏡 4. 到土星露宿 5. 聊寧 作曲 :炎亞綸 6. 火種之人 |
| 7th  | 《vacation》 - 發行日期：2021年11月12日 - 唱片公司：索尼音樂 - 語言：英語                | 曲目 1. Do u think of me 2. Vacation 3. Get 2 u 4. Who do u think u are 5. I'll be on Mars 6. Wating in line 7. Celebrate |

## 單曲

### 實體
| 專輯 | 專輯資料                                                                                            | 曲目 |
| 1st  | 《Moisturizing》Oricon單曲週榜第10名 - 發行日期：2015年3月18日 - 唱片公司：波麗佳音 - 語言：日語    | 曲目 1. Moisturizing 2. Skywalkers 3. Moisturizing (Instrumental) 4. Skywalkers (Instrumental)                                     |
| 2nd  | 《Gelato》 - 發行日期：2015年9月16日 - 唱片公司：波麗佳音 - 語言：日語                              | 曲目 1. Gelato 2. Young&Wild 3. Gelato (Instrumental) 4. Young&Wild (Instrumental)                                                 |
| 3rd  | 《Monochrome Dandy》Oricon單曲週榜第8名 - 發行日期：2016年6月15日 - 唱片公司：波麗佳音 - 語言：日語 | 曲目 1. モノクローム・ダンディー 2. Never Let You Go 3. モノクローム・ダンディー (instrumental) 4. Never Let You Go (instrumental) |

### 數位
| 單曲 | 專輯資料 | 曲目 |
| 1st  | 《狂愛潮浪》 - 發行日期：2018年10月22日 - 唱片公司：華研國際音樂 - 語言：華語                                                  |      |
| 2nd  | 《My Bae》、《Live a Life》 實境節目《來吧！營業中》片头曲和片尾曲 - 發行日期：2022年5月17日 - 唱片公司：索尼音樂 - 語言：華語 |      |
| 3rd  | 《青空》實境節目 嗨！營業中第2季片头曲 - 發行日期：2023年6月6日 - 唱片公司：索尼音樂 - 語言：華語                              |      |

### 其它
| 年份   | 日期     | 名稱                             | 備註                                                          |
| 2013年 | 8月30日  | 《擋不住的太陽》                 | 收錄於《夢遊私台北》預購版 、《就是要你愛上我》片尾曲         |
| 2013年 | 8月30日  | 《台北沉睡了》                   | 收錄於《夢遊私台北》預購版 概念写真主题曲、《愛上兩個我》插曲 |
| 2015年 | 8月12日  | 《妳幸福就好》                   | 《我的鬼基友》片尾曲                                          |
| 2015年 | 12月8日  | 《獨活》                         | 《秦時明月》插曲                                              |
| 2015年 | 11月16日 | 《木頭人》                       | 《戀愛鄰距離》插曲                                            |
| 2017年 | 1月20日  | 《最久的瞬間》                   | 《一路繁花相送》主題曲                                        |
| 2018年 | 9月13日  | 《小情歌兒》                     | 《親·愛的味道》插曲（與嚴藝丹合唱）                           |
| 2019年 | 6月21日  | 《我要飛翔》                     | 《請賜我一雙翅膀》主題曲                                      |
| 2020年 | 9月9日   | 《花開若夏》                     | 《路～台灣Express～》插曲                                     |
| 2020年 | 11月13日 | 《I Would Never Leave》          | 《路～台灣Express～》插曲                                     |
| 2021年 | 7月18日  | 《黑夜之光》                     | 《我願意》片頭曲                                              |
| 2021年 | 7月18日  | 《Everything Is Wrong》          | 《我願意》片尾曲                                              |
| 2021年 | 7月18日  | 《你就是遠方》(Acoustic Version) | 《我願意》插曲                                                |
| 2021年 | 7月18日  | 《你就是遠方》(EDM Version)      | 《我願意》插曲                                                |
| 2021年 | 7月18日  | 《You Got Me》                   | 《我願意》插曲                                                |
| 2021年 | 7月18日  | 《聊寧》                         | 《我願意》插曲                                                |
| 2023年 | 1月28日  | 《寂寞的另一端》                 | 電影《我的婆婆怎麼把OO搞丟了》主題曲                          |
| 2023年 | 3月23日  | 《地質學家》                     |                                                               |

## 錄影帶
| 發行時間       | DVD名稱                               | 曲目 |
| 2013年3月29日  | 《｢紀念日｣ 影音館DVD》                | 曲目 DVD 1- [MV]： 1. 下一個我 2. 只看見你 3. 最後一眼 4. 可能妳還愛我 5. 紀念日 6. 被忘錄 7. 換我陪妳 8. 原來 9. 逾時不候的永恆 DVD 2- [短片]： 1. 紀念日MV 2. 紀念日MV幕後花絮 3. 七夕情人節-紀念日 電影短片 4. 七夕情人節-紀念日 電影短片幕後花絮 5. 紀念日 日文單曲配唱花絮 Bonus CD： 1. 紀念日 (日文單曲)                             |
| 2014年9月26日  | 《「The Aaron Time」影音館DVD》       | 曲目 DVD： 1. 1/2 2. 這不是我 3. 多餘的我 4. 擋不住的太陽 5. 一刀不剪 6. 大智若娛 7. 現在開始 8. 台北沉睡了 Bonus： 1. 一刀不剪(舞蹈版) MV 2. The Aaron Time實境節目第一集 3. The Aaron Time實境節目第二集 4. The Aaron Time實境節目第三集 5. The Aaron Time實境節目第四集                                                                  |
| 2014年12月17日 | 《「The Aaron Time」影音館DVD》日文版 | 曲目 收錄曲- [MV]： 1. 1/2 2. 這不是我 3. 多餘的我 4. 擋不住的太陽 5. 一刀不剪 6. 大智若娛 7. 現在開始 8. 台北沉睡了 9. 一刀不剪(舞蹈版) 特典映像： 1. The Aaron Time實境節目第一集 2. The Aaron Time實境節目第二集 3. The Aaron Time實境節目第三集 4. The Aaron Time實境節目第四集 未公開映像： 1. AARON来日プロモーションBehind the Scene |

## 詞曲創作
| 發行日期       | 單曲名稱           | 專輯名稱             | 作詞               | 作曲                                    | 備註                             |
| -------------- | ------------------ | -------------------- | ------------------ | --------------------------------------- | -------------------------------- |
| 2012年10月19日 | 〈可能妳還愛我〉   | 《紀念日》           | 炎亞綸             | Max Martin                              | 原曲：I don't believe you (Pink) |
| 2012年10月19日 | 〈比寂寞更寂寞〉   | 《紀念日》           | 炎亞綸             | JerryC                                  |                                  |
| 2020年12月25日 | 〈摩登原始人〉     | 《摩登原始人》       | 陳信延             | 炎亞綸、葉懷佩Andrew、林承佑、Dizparity |                                  |
| 2020年12月25日 | 〈不安室的奈美惠〉 | 《摩登原始人》       | 黃建洲             | 炎亞綸、葉懷佩Andrew、林承佑、Dizparity | feat. 吳卓源                     |
| 2020年12月25日 | 〈假如瞳孔有濾鏡〉 | 《摩登原始人》       | 黃建洲             | 炎亞綸、葉懷佩Andrew、林承佑、Dizparity |                                  |
| 2020年12月25日 | 〈到土星露宿〉     | 《摩登原始人》       | 黃建洲             | 炎亞綸、葉懷佩Andrew、林承佑、Dizparity |                                  |
| 2020年12月25日 | 〈聊寧〉           | 《摩登原始人》       | 黃建洲             | 炎亞綸、葉懷佩Andrew、林承佑、Dizparity | 影集《我願意》插曲               |
| 2020年12月25日 | 〈火種之人〉       | 《摩登原始人》       | 陳信延             | 炎亞綸、葉懷佩Andrew、林承佑、Dizparity |                                  |
| 2021年11月12日 | 〈Get 2 U〉        | 《Vacation》         | 炎亞綸、Victor Lau | Victor Lau、TAKUYA                      |                                  |
| 2022年8月2日   | 〈黑夜之光〉       | 《我願意》影集原聲帶 | 陳珊妮             | 炎亞綸、葉懷佩Andrew、林承佑、Dizparity | 影集《我願意》片頭曲             |
| 2022年8月2日   | 〈You Got Me〉     | 《我願意》影集原聲帶 | 陳珊妮             | 炎亞綸、葉懷佩Andrew、林承佑、Dizparity | 影集《我願意》插曲               |
| 2023年3月21日  | 〈地質學家〉       |                      | 炎亞綸、Shawn尚融  | Shawn尚融、李百罡Bai-Gang Li            |                                  |